# Iris tubergeniana
Iris tubergeniana là một loài thực vật có hoa trong họ Diên vĩ. Loài này được Foster miêu tả khoa học đầu tiên năm 1899.